# ربيع ياسين
ربيع ياسين (مواليد 7 سبتمبر 1960 بمحافظة بني سويف) كان لاعب كرة قدم بالنادي الأهلي المصري ومنتخب مصر لكرة القدم ، وحاليًا مدير فني لمنتخب الشباب مواليد 2001. شارك مع المنتخب في نهائيات كأس العالم 1990 بإيطاليا، ولعب المباريات الثلاثة كاملة. وشارك مع منتخب مصر في 118 مباراة دولية.

## مسيرته الكروية
بداية لعبه لكرة القدم كانت في مركز شباب الفشن في مركز الفشن ببني سويف ثم مباشرة إلى النادي الأهلي وكانت مباراة بين فريق النادي الأهلي ونادي تليفونات بني سويف وبعد النادي الأهلي لعب في أندية مصرية أخرى، درب منتخب مصر للشباب وحصل معه علي كاس الامم الأفريقيا عام 2013.

ويعتبر من الجيل الذي لعب فيه أحد أعظم الأجيال التي مرت على النادي الأهلي في عصره الذهبي لعب خلالها 300 مباراة رسمية وحصل خلالها على 7 بطولات دوري عام و5 كأس مصر و5 دوري أبطال أفريقيا، وحصل على لقب أحسن لاعب في مصر 3 مرات.
وشارك ربيع ياسين في 118 مباراة مع المنتخب الوطني، وأولمبياد 84 وكأس الأمم الأفريقية 86 بالإضافة إلى المشاركة في كأس العالم 1990.

## وصلات خارجية
- ربيع ياسين على موقع الاتحاد الدولي (مؤرشف)  (الإنجليزية)
- ربيع ياسين على موقع قاعدة بيانات كرة القدم.إي يو (الإنجليزية)
- ربيع ياسين على موقع ناشيونال فوتبول تيمز (الإنجليزية)
- ربيع ياسين على موقع أوليمبيديا (الإنجليزية)
- ربيع ياسين، كايرو كورة